# Alicja Graczykowska-Koczorowska
Alicja Graczykowska-Koczorowska (ur. 15 maja 1928 w Inowrocławiu, zm. 18 kwietnia 1999 w Poznaniu) – polska lekarka, endokrynolog i diabetolog, doktor habilitowany medycyny, pracownik naukowy Akademii Medycznej w Poznaniu, profesor nadzwyczajny Akademii Medycznej w Bydgoszczy.

## Życiorys
Studia medyczne rozpoczęła w 1946 na Wydziale Lekarskim Uniwersytetu Poznańskiego, dyplom lekarza uzyskała w 1952 w Akademii Medycznej w Poznaniu. Jeszcze w czasie studiów rozpoczęła pracę w pracowni endokrynologicznej II Kliniki Chorób Wewnętrznych oraz w Poradni Endokrynologicznej AM w Poznaniu. W latach 1952–1953 pracowała jako asystent I Kliniki Chorób Wewnętrznych Śląskiej Akademii Medycznej, 1953–1972 jako asystent, starszy asystent, a od 1961 adiunkt II Kliniki Chorób Wewnętrznych AM w Poznaniu, kierowanej przez profesora Jana Roguskiego. Równolegle była również konsultantem w zakresie chorób wewnętrznych II Kliniki Chirurgicznej AM w Poznaniu oraz konsultantem w Wojewódzkiej Poradni Endokrynologicznej w Zielonej Górze. Ukończyła specjalizację I (1956) i II stopnia (1961) w zakresie chorób wewnętrznych oraz uzyskała stopień doktora medycyny (1961) i habilitację (1970).
Od 1973 była docentem Instytutu Balneologicznego w Poznaniu. Była organizatorką i kierownikiem Oddziału Klinicznego (od 1978 Kliniki Chorób Przemiany Materii z Oddziałem Klinicznym w Ciechocinku), a od 1974 członkiem Rady Naukowej Instytutu. Była również współorganizatorką i, w latach 1977–1983, kierownikiem Endokrynologicznego Ośrodka Naukowo-Badawczego w Świnoujściu. W 1980 uzyskała specjalizację w zakresie balneologii i medycyny fizykalnej. Od 1983 pracowała na dwuletnim kontrakcie w szpitalu klinicznym w Darnie w Libii.
Po powrocie do kraju i krótkim okresie pracy w Instytucie Balneologicznym, od maja 1986 została pracownikiem naukowym Akademii Medycznej im. L. Rydygiera w Bydgoszczy. Zorganizowała i kierowała Zakładem Endokrynologii i Diabetologii, przekształconym następnie w Katedrę i Zakład Endokrynologii i Diabetologii Klinicznej, a od 1998 Katedrę i Klinikę Endokrynologii i Diabetologii. Uzyskała specjalizację w zakresie endokrynologii (1986) i diabetologii (1992), od 1991 była profesorem nadzwyczajnym AM w Bydgoszczy. W zakres jej zainteresowań naukowych wchodziły między innymi: diagnostyka i leczenie chorób gruczołów wydzielania wewnętrznego, badania nad otyłością i cukrzycą, powikłaniami w przebiegu ciąży u kobiet z cukrzycą, leczeniem uzdrowiskowym w chorobach endokrynologicznych.
Jej dorobek naukowy obejmuje autorstwo bądź współautorstwo 105 prac naukowych, czterech podręczników i skryptów oraz siedmiu innych opracowań. Od 1972 była członkiem Komisji Dietetyki Komitetu Terapii Doświadczalnej Wydziału VI Polskiej Akademii Nauk. Należała do Towarzystwa Internistów Polskich, Polskiego Towarzystwa Endokrynologicznego, Polskiego Towarzystwa Diabetologicznego, Polskiego Towarzystwa Balneologii i Medycyny Fizykalnej, European Association for the Study of Diabetes. Zorganizowała i kierowała bydgoskim oddziałem Polskiego Towarzystwa Diabetologicznego.
Zmarła w 1999 w Poznaniu.